# Мухаммад IV Богра-хан
Мухаммад IV Богра-хан (д/н — 1211) — 12-й каган Східнокараханідського ханства (в Кашгарі) у 1205—1211 роках. Повне ім'я Абу'л-Фатх Мухаммад ібн Юсуф. Відомий також як Мухаммад Богра-хан III.

## Життєпис
Походив з гасанідської гілки династії Караханідів. Син Юсуфа II, кагана Східнокараханідського ханства. 1205 року після повалення батька каракитаями опинився в почесному полоні в Баласагуні. Не зміг виїхати до Кашгаручерез боротьбузавладу в Каракитайському ханстві.
1211 року владу над каракитаями здобув Кучлук-хан, який того жроку відпустив мухаммадаБогра-ханан до себе. Але проти останнього повстали мешканці Кашгару (причини цього є суперечливими). В результаті біля міської брами хана було вбито. Цим скористався Кучлук, який приєднав Кашгарську частину Східнокараханідського ханства до Каракитайського ханства.